# Bundorfer Forst

Lage im Landkreis Rhön-Grabfeld

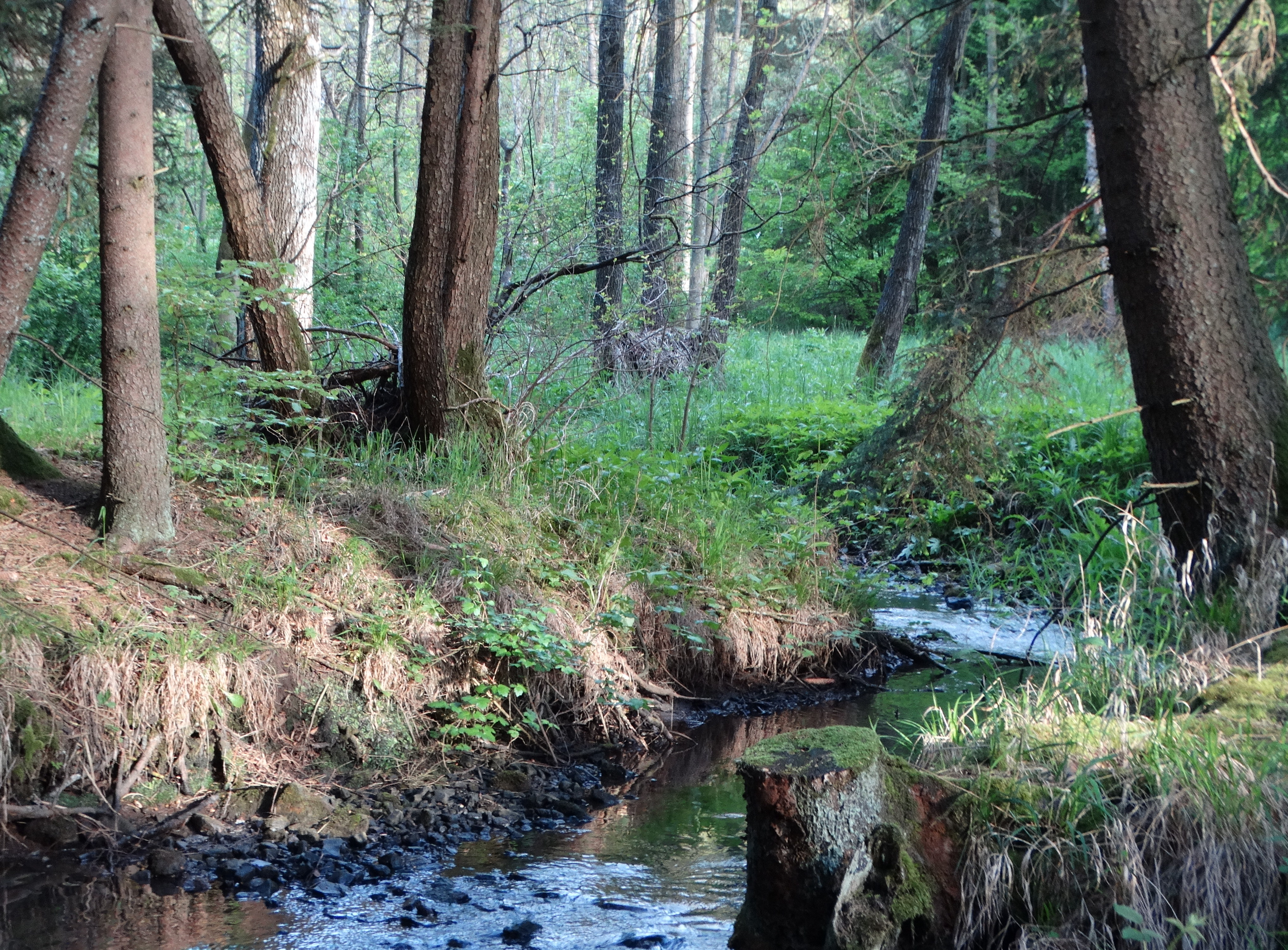
Baunach im Bundorfer Forst

Der Bundorfer Forst liegt im Landkreis Rhön-Grabfeld.
Das gemeindefreie Gebiet Bundorfer Forst ist 18,06 km² groß. Es ist komplett bewaldet und liegt im Naturpark Haßberge.
Die Gemarkung Bundorfer Forst ist 18,36 km² groß und besteht aus dem Gemarkungsteil 1, der deckungsgleich mit dem gemeindefreien Gebiet Bundorfer Forst ist und dem Gemarkungsteil 0 entlang des Sambachgrabens auf dem Gebiet der Gemeinde Bad Königshofen im Grabfeld.

## Geografie

### Lage
Der Bundorfer Forst liegt nordwestlich der namensgebenden Gemeinde Bundorf. Das gemeindefreie Gebiet wird von der jungen Baunach durchflossen. Die höchste Erhebung im gemeindefreien Gebiet ist der Balzerstein mit 493 m ü. NN.

### Nachbargemeinden
| Sulzfelder Forst (Gemeindefreies Gebiet) | Stadt Bad Königshofen im Grabfeld | Gemeinde Sulzdorf an der Lederhecke |
| Markt Stadtlauringen                     |                                   | Gemeinde Bundorf                    |
|                                          | Gemeinde Aidhausen                |                                     |

## Wissenswertes
Auf dem Gebiet des Bundorfer Forstes, im Tal des Auerbaches zwischen dem kleinen Haßberg und dem Steinrangen, befinden sich die Reste einer spätmittelalterlichen oder neuzeitlichen Landwehr. Sie zieht sich in der Bachniederung etwa 350 Meter von Nord nach Süd. Die Landwehr besteht aus einem 4 Meter breiten und noch etwa einem Meter hohen Wall, dem auf der Ostseite ein 4 Meter breiter Graben vorgelagert ist.
An dieser Landwehr grenzten die Gebiete des Staatswaldes und die des Privatwaldes des Freiherren von Truchseß.
Heute ist sie ein geschütztes Bodendenkmal.

## Schutzgebiete
Große Teile des Bundorfer Forstes sind Teil des FFH-Gebietes 5728-371 Bundorfer Wald und Quellbäche der Baunach und des Vogelschutzgebietes 5728-471 Haßbergetrauf und Bundorfer Wald.